# Skalica (Beskid Śląski)
Skalica (487 m n.p.m.) – charakterystyczny, porośnięty lasem szczyt w Beskidzie Śląskim, administracyjnie w granicach miasta Ustroń w województwie śląskim, w powiecie cieszyńskim. Wznosi się tuż nad prawym brzegiem Wisły, na wprost wylotu doliny Poniwca. Stanowi zakończenie południowo-zachodniego ramienia Pasma Równicy.
Skalica zbudowana jest z piaskowców godulskich. U jej zachodniego podnóża znajduje się niewielki, nieczynny kamieniołom Skalica.